# Лангкофель
Лангкофель (нім. Langkofel; італ. Sassolungo; ладин. Saslonch) — найвища гора групи Лангкофель гірського масиву Доломітові Альпи у Південному Тіролі, Італія. Висота 3181 м над рівнем моря. Назва перекладається всіма трьома мовами як «довга вершина» або «довга скеля». Простягається на кілометр у напрямку з північного заходу на південний схід і разом зі своєю південно-східною вершиною, відомою як «Лангкофелек», становить близько половини групи Лангкофель за площею. Знаходиться в ладинській громаді Валь-Гардена.

## Скелелазіння

Історична світлина Вернер Фрідлі (фотограф), 1957 рік.

Австрійський альпініст і письменник Пауль Грохман був першим, хто досяг вершини 13 серпня 1869 року.
Для сходження на гору необхідно мати повне альпіністське спорядження. Основні маршрути базуються на скельних гаках. Звичайний маршрут починається на перевалі Селла, приблизно на висоті 2200 м над рівнем моря, веде через південно-західну стіну до вершинного сполучного хребта (II), а потім до вершини (III), і є дуже довгим.
На висоті 3100 м є бівачний бокс як екстрене укриття. Він названий на честь італійського домініканського отця Реджинальдо Джуліані.

## Мистецтво

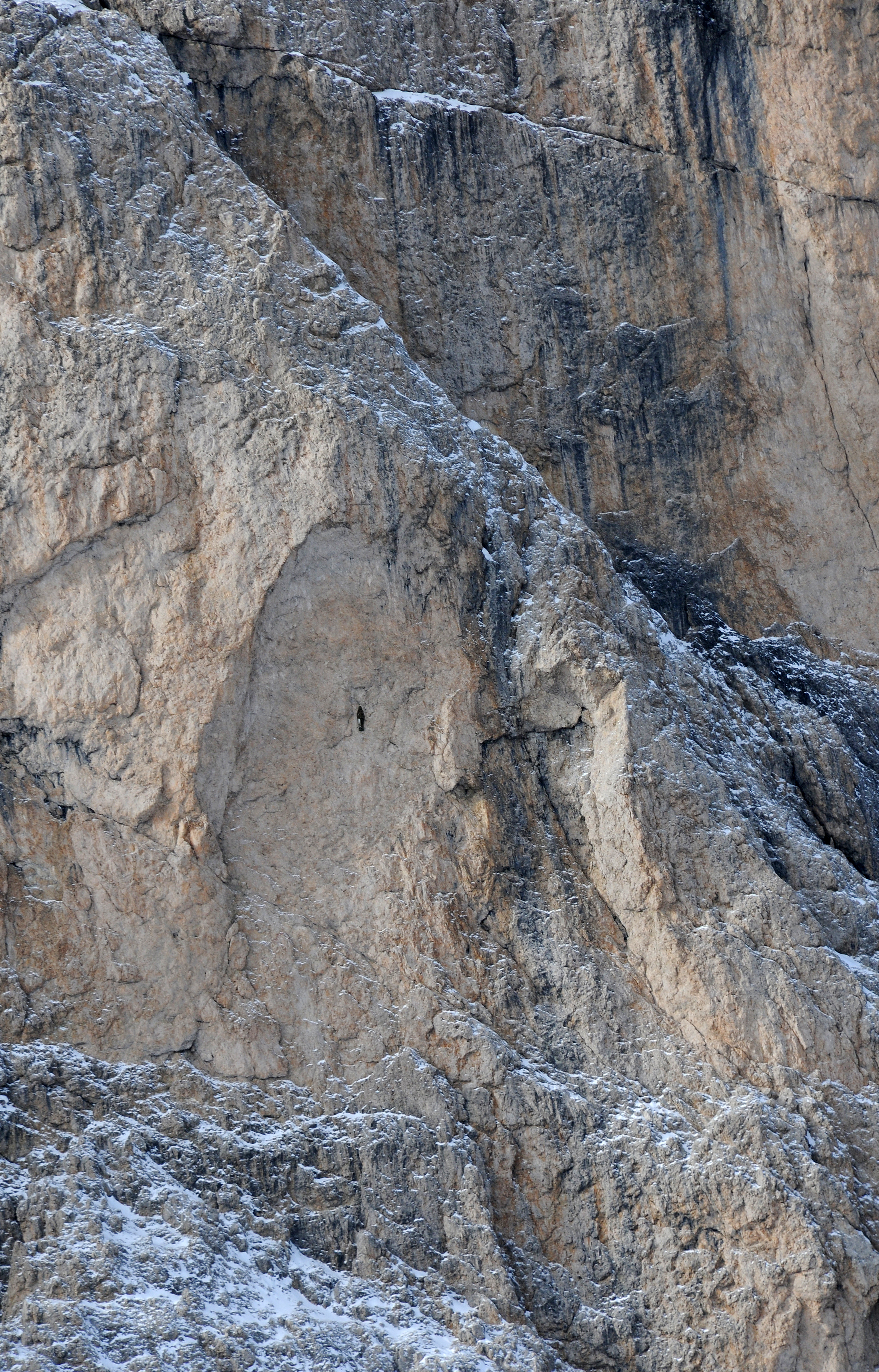
Дерев'яна різьблена Мадонна роботи Флавіо Панчері на східній стороні Лангкофель.

У природній ніші на східній стороні Лангкофель висить вирізана вручну дерев'яна Мадонна, висотою 3,20 м. Її встановив 1961 року скульптор Флавіо Панчері разом із гірськими гідами з Каторес (Альпійська школа та гірські гіди Валь-Гардена).